# جرثقیل دیواری
جرثقیل متحرک دیواری گونه‌ای جرثقیل است که به لحاظ به‌کارگیری بهینه از کناره‌های سالن کاربرد دارد و به دو صورت بازویی (دیواری) یا ستونی بازویی قابل استفاده است. ظرفیت این گونه جرثقیل از ۱۲۵ کیلوگرم تا ۱۰ تن و طول بازوی آن ۲ تا ۷ متر است و به صورت تک پل و جفت پل طراحی می‌شود. در سالن‌های عریض جهت تجهیز بخشی از عرض سالن به دلیل حذف ستون یک سمت این گونه جرثقیل‌ها به صورت مستقل یا کمکی بهترین گزینه و به لحاظ اقتصادی به صرفه‌تر است.